# Bures (Orne)
Bures is een gemeente in het Franse departement Orne (regio Normandië) en telt 146 inwoners (1999). De plaats maakt deel uit van het arrondissement Alençon.

## Geografie
De oppervlakte van Bures bedraagt 9,8 km², de bevolkingsdichtheid is 14,9 inwoners per km².
De onderstaande kaart toont de ligging van Bures (Orne) met de belangrijkste infrastructuur en aangrenzende gemeenten.

## Demografie
Onderstaande figuur toont het verloop van het inwonertal (bron: INSEE-tellingen).